# Bindo Chiurlo
Bindo Chiurlo, (18. října 1886, Cassacco (Udine) – 24. prosince 1943, Turín) byl italský literární historik, novinář a básník.

## Život a činnost
Po promoci z literatury roku 1909 na univerzitě v Padově, působil jako středoškolský profesor v Maceratě, Caltanissetě, Chieti, Iesi a Udine.
V roce 1919 založil s Ugem Pellisem a dalšími Furlanskou filologickou společnost (La Società filologica friulana) v Gorizii. O rok později začal s Olintem Marinellim systematicky sbírat italský toponymický materiál.
V roce 1921 odešel do Prahy, kde působil nejprve jako lektor italštiny a poté jako docent italské literatury na Karlově univerzitě. V Praze se zasloužil o založení Italského kulturního institutu a spolu s Janem B. Novákem vydával pražský italský časopis (la Rivista italiana di Praga). Působil také jako pražský korespondent Corriere della Sera a podílel se na Ottově slovníku nové doby.
V roce 1930 z iniciativy italského ministerstva zahraničí odešel z Prahy do Turína, kde poté vyučoval italskou literaturu na akademii výtvarných umění a na filozofické fakultě Turínské univerzity.
V Turíně také na Štědrý den roku 1943 zemřel ve věku 57 let.